# Kim Tok-hun
Dans ce nom, le nom de famille, Kim, précède le nom personnel coréen.
 (août 2023).
Si vous disposez d'ouvrages ou d'articles de référence ou si vous connaissez des sites web de qualité traitant du thème abordé ici, merci de compléter l'article en donnant les références utiles à sa vérifiabilité et en les liant à la section « Notes et références ».
Kim Tok-hun (coréen : 김덕훈), né en 1961, est un homme d'État nord-coréen. Il est Premier ministre de la Corée du Nord de 2020 à 2024 et un membre du Présidium (comité permanent) du Bureau politique du Parti des travailleurs de Corée. Il est également membre du Comité central du WPK et député à l'Assemblée populaire suprême depuis 2014.

## Biographie
Kim a commencé sa carrière en tant que gestionnaire d’étage et superviseur dans le secteur de l’industrie lourde en Corée du Nord. Son premier poste important a été celui de directeur adjoint au complexe de machinerie lourde Taean. Il a été nommé directeur du complexe de machinerie lourde de Taean en 2003 lorsque la RPDC a institué son « système d’entreprise complexe » en 2001. Kim a été élu député à la 11e SPA en 2003.
En 2008, Kim Tok Hun a été démis de ses fonctions de directeur d’usine et n’a occupé aucun poste public, y compris lors des élections à la 12e APS en mars 2009. Il est possible qu’il ait servi de conseiller à Kim Jong Un après la désignation comme successeur héréditaire au début de 2009. Kim Tok Hun est réapparu dans les aspects publics de la culture politique de la RPDC en 2011 lorsqu’il a été nommé président du Comité provincial populaire de Chagang (Jagang).
Kim a été élu député à la 13e APS en mars 2014 et nommé Vice-Premier ministre de la RPDC. Il a été élu membre du Comité central du Parti du travail de Corée lors du 7e Congrès du Parti en mai 2016. Il a été élu membre suppléant (candidat) du Bureau politique du WPK et a été réélu à la APS et reconduit dans ses fonctions de vice-Premier ministre de la RPDC lors de la séance d’ouverture de la 14e SPA en avril 2019.
Au cours de la session plénière de décembre 2019 du Comité central du PTC, Kim a été promue membre à part entière du Bureau politique du WPK. Il a également été élu vice-président du KWP au Bureau exécutif de la politique (Conseil). Deux mois après sa nomination, Kim Jong Un a révélé un important scandale d’abus de pouvoir et de corruption au sein de « l’appareil de formation des cadres » lors d’une réunion du Politburo ; Kim Tok Hun l’a très probablement appris et rapporté après sa nomination.
Le 13 août 2020, dans un décret publié par la Commission des affaires d’État, Kim Tok Hun a été nommé Premier ministre de la RPDC. Lors d’une réunion du Bureau politique tenue plus tard le même jour, Kim a été élu membre du Présidium (comité permanent) du Bureau politique.